# SN 1989K
SN 1989K – supernowa typu II odkryta 4 maja 1989 roku w galaktyce NGC 5375. W momencie odkrycia miała maksymalną jasność 17,50m.